# Tibor Scitovszky

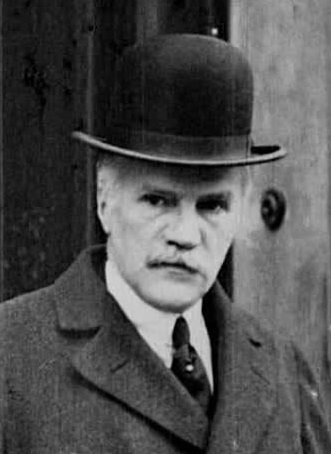
Tibor Scitovszky

Tibor Scitovszky de Nagykér (Nőtincs, 21 juni 1875 – Los Angeles, 12 april 1959) was een Hongaars politicus, die van 1924 tot 1925 de functie van minister van Buitenlandse Zaken uitoefende in de regering-Bethlen. Hij begon zijn loopbaan op het ministerie van Handel, nadat hij aan universiteiten in Boedapest en Parijs had gestudeerd. Hij nam deel aan de vredesonderhandelingen van het Verdrag van Trianon. Vanaf 1944 was hij voorzitter van de Magyar Általános Hitelbank. Toen het communistische regime na de Tweede Wereldoorlog de banken nationaliseerde, verliet Scitovszky het land en emigreerde naar de Verenigde Staten.
Hij was de broer van Béla Scitovszky, die Hongaars minister van Justitie en voorzitter van de Landdag was.